# Chuquicamata
Chuquicamata ou somente Chuqui é uma das maiores e mais famosas minas a céu aberto do mundo, sendo considerada a maior mina do Chile. Está localizada a 215 km ao norte de Antofagasta e 1.240 km de Santiago. Tem 4,5 km de comprimento, 3,5 km de largura e 900 metros de profundidade, o que faz dela a segunda mina a céu aberto mais profunda do mundo (depois da mina de cobre Kennecott em Utah, Estados Unidos).
Durante muitos anos esta foi considerada a maior mina de exploração do mundo em produção anual, mas recentemente foi superada pela Mina Escondida. Todavia, Chuqui permance como a maior em produção total e tamanho totalizando 29 milhões de toneladas de cobre em 2007. 
Apesar de 90 anos de intensa exploração, esta ainda permanece como um dos maiores reservatórios do planeta, além de ser uma referência mundial na produção de Molibdênio.  

## Impacto econômico

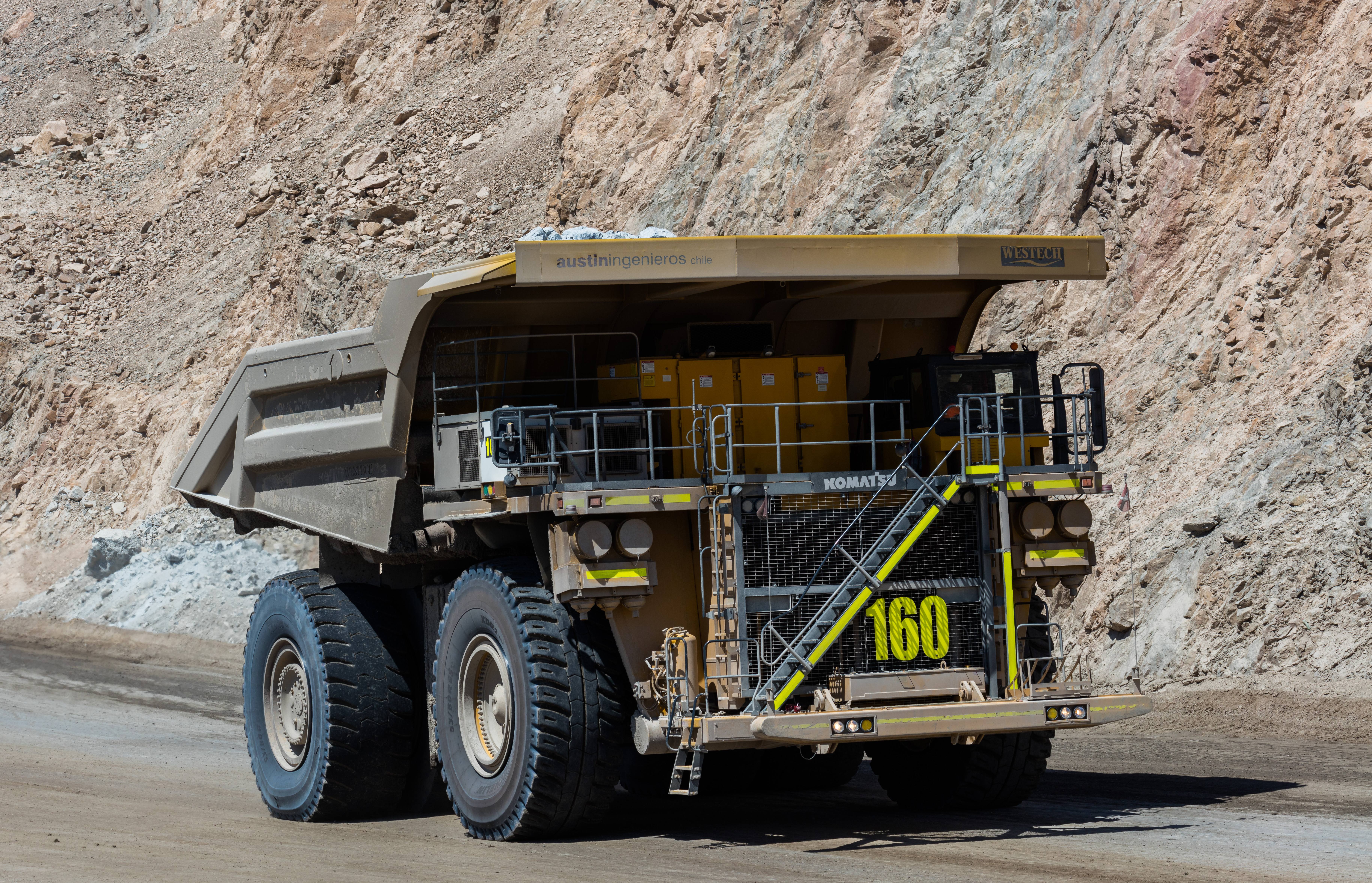
Caminhão mineiro em Chuquicamata

A Chuqui têm sido um fator importante da exportação chilena e ainda hoje continua representando 1/3 do comércio nacional já tendo sido responsável por 8% do PIB. A atual mina já foi local de exploração entre o Chile central e o Peru durante o período colonial. 
Após 1950 as três maiores minas do Chile eram Chuquicamata, El Salvador e El Teniente. Chuquicamata e El Salvador eram operadas pelo Anaconda Copper Company. Essas minas são parte fundamental da economia do Chile.